# Janusz Biejkowski
Janusz Biejkowski herbu Jastrzębiec (zm. w 1699 roku) – stolnik czerski od 1676 roku (zrezygnował w 1698 roku), podstoli czerski od 1673 roku.
Poseł sejmiku czerskiego na sejm 1677 roku
Był elektorem Augusta II Mocnego z ziemi czerskiej w 1697 roku.